# ヴァルター・ボーテ
ヴァルター・ヴィルヘルム・ゲオルク・ボーテ (Walther Wilhelm Georg Bothe, 1891年1月8日 – 1957年2月8日)はドイツの物理学者、数学者、化学者である。1954年 コインシデンス法（同時計数法）による原子核反応とガンマ線に関する研究によってノーベル物理学賞を受賞した。

## 生涯
ベルリンに近いオラニエンブルクに生まれた。ベルリン大学でマックス・プランクの元で学び、学位を得た。第1次世界大戦ではロシア軍の捕虜となり、5年間シベリアの収容所で過ごした。戦後、ベルリンの物理工学院（Physikalisch-Technische Reichsanstalt）でハンス・ガイガーと共同で、複数のガイガー計数管を使って、粒子を同時に測定しその信号の差から粒子の入射角度を決定する方法を開発した。この装置を使って、コンプトン効果を研究した。コインシデンス法は散乱現象の近代的な研究手段の先駆けとなった
1920年代は宇宙線の研究を行い、宇宙線にガンマ線だけでなく、高エネルギーの粒子（メゾン）が含まれることを示した。1927年にはアルファ線の衝突による軽元素の核変換の研究にコインシデンス法を用い始めた。1930年代はアルファ線を衝突させたベリリウムから高いエネルギーの新しい放射線が発生することを見出し、後にジェームズ・チャドウィックにより中性子であることが確認された。1929年からベルリン大学助教授、1930年からギーセン大学物理学部の教授兼主任となり、1932年にはハイデルベルク大学の物理学部長となった。カイザー・ヴィルヘルム医学研究所で研究を始めた。1934年マックス・プランク医学研究所の所長となった。1941年にボーテとペーター・イェンゼンはグラファイトの中性子の減速効果の研究結果を報告するが、この結果が誤っていたことによりドイツの核開発は減速材に重水を用いることになりドイツの核開発が遅れた原因になったとされる。1943年ボーテはドイツ初のサイクロトロンを完成させた。戦後もハイデルベルクのマックス・プランク研究所で研究した。1953年マックス・プランク・メダルを受賞し、1954年ノーベル物理学賞を受賞した。